# 경성고등예비학교 육상단
경성고등예비학교 육상단(京城高等豫備學校陸上團)은 일제강점기 조선 경기도 경성부에 있었던 육상 선수단이다. 경성고등예비학교가 운영했던 U-18 육상단이며, 1924년 이전에 창단되었고 1925년 이후에 해단되었다.

## 시즌별 성적
| 시즌 | 대회                                 | 종목           | 선수      | 기록      | 순위 | 비고 |
| ---- | ------------------------------------ | -------------- | --------- | --------- | ---- | ---- |
| 1924 | 전국체육대회 육상 청년부             | 남자 400m      | 송세범    | 불명      | 불명 |      |
| 1924 | 전국체육대회 육상 청년부             | 남자 800m      | 한응칠    | 불명      | 3위  |      |
| 1924 | 전조선중등학교육상경기대회           | 남자 200m      | 김형모    | 불명      | 불명 |      |
| 1924 | 전조선중등학교육상경기대회           | 남자 800m      | 한응칠    | 불명      | 3위  |      |
| 1924 | 전조선중등학교육상경기대회           | 남자 800m 계주 | 불명      | 기권      |      |      |
| 1924 | 전조선중등학교육상경기대회           | 종합 순위      | 종합 순위 | 5점       | 5위  |      |
| 1925 | 전조선중등이상학교인천경성간역전경주 | 남자 역전      | 불명      | 3:11:53.4 | 7위  |      |

## 참고 문헌
- “스포츠지원포털 등록 현황”. 대한체육회.
- “대한체육회 국내종합경기대회”. 대한체육회.
- 《대한체육회 50년》. 대한체육회. 1970. 2020년 11월 8일에 원본 문서에서 보존된 문서. 2022년 11월 5일에 확인함.
- 《대한체육회 70년사》. 대한체육회. 1990. 2020년 11월 8일에 원본 문서에서 보존된 문서. 2022년 11월 5일에 확인함.
- 《대한체육회 90년사》. 대한체육회. 2011. 2020년 11월 8일에 원본 문서에서 보존된 문서. 2022년 11월 5일에 확인함.
- 대한체육회 100주년 기념사업부 (2020). 《대한민국 체육 100년》. 대한체육회.

## 같이 보기
- 수도전기공업고등학교